# Grande Prêmio Velo Alanya masculino
O Grande Prêmio Velo Alanya masculino é uma carreira ciclista masculina de um dia que tem lugar entre a Província de Antalya na Turquia.
A carreira foi criada em 2019 como a versão masculina da carreira homónima cuja primeira edição se celebrou um ano antes e foi vencida pelo ciclista bielorrusso Nikolai Shumov. A concorrência faz parte do UCI Europe Tour em categoria 1.2.

## Palmarés
| Ano  | Vencedor        | Segundo          | Terceiro        |
| ---- | --------------- | ---------------- | --------------- |
| 2019 | Nikolai Shumov  | Onur Balkan      | Andriy Kulyk    |
| 2020 | Daniil Pronskiy | Paweł Bernas     | Anatoliy Budyak |
| 2021 | Carlos Quintero | Alex Hoehn       | Metkel Eyob     |
| 2022 | Igor Chzhan     | Meindert Weulink | Moritz Kretschy |

## Palmarés por países
| País         | Vitórias |
| ------------ | -------- |
| Bielorrússia | 1        |
| Cazaquistão  | 1        |